# 沈珫
沈珫（1562年—1622年），字季玉，號懋所，直隸蘇州府吳江縣（今江苏吳江市）松陵鎮人，明朝政治人物。

## 生平
萬曆十九年（1591年）辛卯科應天鄉試第一百二十一名舉人，萬曆二十三年（1595年）乙未科會試第一百四十四名，廷試三甲第一百七十名進士。禮部觀政，旋即以母病乞归。二十六年丁母憂，母喪服满，二十八年补直隸鳳陽府學教授，转南京国子监学正。迁刑部主事，升郎中。出爲山東東昌府知府，升山東按察司副使。卒年六十一。

## 家族
曾祖沈漢，户科左給事中，贈太常寺少卿。祖沈嘉謨，國子生、以子沈位贈翰林院检讨。父沈倬，廪生，为次子。兄沈琦，同科進士。弟沈珣，万历三十二年進士。從兄沈璟（光禄寺左寺丞）、沈瓒（江西按察司佥事）。

### 子
- 沈自曾，字君可。
- 沈自繼，字君善，明亡隱居平邱，著有《平邱集》。
- 沈自徵，字君庸，曲作家，有妻張倩倩，著有《沈君庸先生集》。
- 沈自駒，字君牧。

### 女兒
- 沈宜修，十六歲嫁葉紹袁。